# 絶叫セレナーデ/唯風と太陽
『絶叫セレナーデ/唯風と太陽』（ぜっきょうセレナーデ/ただかぜとたいよう）は、sumikaの1作目のデジタル配信限定シングルとして2020年8月7日に発売された。

## 概要
今作はsumikaとしては初のデジタル配信限定のシングルとなった。両曲とも映画『ぐらんぶる』の主題歌・挿入歌として書き下ろしの楽曲である。
なお、「絶叫セレナーデ」については3rdアルバム『AMUSIC』に収録されCD化されたが、「唯風と太陽」はアルバムに収録されなかった。

## 収録曲
全作詞：片岡健太、全作曲：小川貴之
1. 絶叫セレナーデ
  - 映画『ぐらんぶる』主題歌
  - 2020年7月29日に先行配信された。
2. 唯風と太陽
  - 映画『ぐらんぶる』挿入歌